# Lídia Semènova
Lídia Kostiantínivna Semènova (Tritèlniki, Ucraïna, 22 de novembre de 1951 - 4 de juliol de 2025) fou una jugadora d'escacs ucraïnesa que obtingué el títol de Gran Mestre Femení el 1982.

## Carrera
El 1978, Semènova va guanyar el Campionat d'escacs femení de la Unió Soviètica, a Nikolaevsk. El 1981 va empatar les posicions 1a-4a al zonal de Leningrad. El 1982 va obtenir la segona posició a Bad Kissingen (interzonal, la campiona fou Nona Gaprindaixvili). El 1983 va disputar el torneig de candidates, i hi va guanyar Margareta Muresan 5½ – 4½ en quarts de final, i posteriorment va guanyar Nana Ioseliani per 5½ – 4½ (semifinals) per finalment el 1984 perdre la final contra Irina Levítina per 5-7 a Sotxi, i no va poder classificar-se per tant per a disputar el matx pel Campionat del món d'escacs femení.
Mercès a aquesta actuació es va classificar directament pel torneig de candidates de 1986 a Malmö, on va empatar a les posicions quarta-cinquena (la guanyadora fou Elena Akhmilovskaya). El 1987 va empatar a les posicions tercera-quarta a l'interzonal de Tuzla (va guanyar Nana Ioseliani) tot i que va perdre el matx de desempat contra Agnieszka Brustman per 1-4 i va quedar fora del cicle de candidates. Va empatar als llocs 12-18 a l'intezonal de Jakarta 1993 (la guanyadora fou Ketevan Arakhamia-Grant), i a les posicions 10-16 a l'interzonal de Kishinev de 1995 (la guanyadora fou Arakhamia).
El 1997 va guanyar el Campionat femení d'Ucraïna, a Kíev.

### Participació en competicions per equips
Lídia Semènova va representar l'Unió Soviètica a l'olimpíada d'escacs de 1984, on hi va guanyar la medalla d'or per equips i la medalla d'or individual al tauler reserva, així com també la medalla d'or a la millor actuació individual de l'olimpíada (amb 9,5 punts sobre 10).
També va representar Ucraïna a l'olimpíada d'escacs de 1992, on va guanyar la medalla d'argent per equips.